# The Texas Observer
 (octobre 2023).
Si vous disposez d'ouvrages ou d'articles de référence ou si vous connaissez des sites web de qualité traitant du thème abordé ici, merci de compléter l'article en donnant les références utiles à sa vérifiabilité et en les liant à la section « Notes et références ».
Pour les articles homonymes, voir Observer.
The Texas Observer est un magazine bimensuel américain d'information politique et culturelle basé Austin, ville de l'État du Texas. Il est fondé par Frankie Randolph en 1954.
L'Observer produit une émission d'information diffusée sur les stations de radio KEOS (en) et KOOP et disponible en baladodiffusion (podcast).